# Vânătorii Dunei
Vânătorii Dunei (en. Hunters of Dune) este primul dintre cele două romane scrise de Brian Herbert și Kevin J. Anderson ca încheiere a seriei originale de romane Dune de Frank Herbert. Conform spuselor autorilor, romanul a fost creionat pornind de la însemnările lăsate de Frank Herbert, Hunters of Dune și continuarea sa din 2007 Sandworms of Dune, care reprezintă versiunea a ceea ce Frank Herbert menționa sub denumirea de Dune 7, al șaptelea roman planificat de Frank Herbert din seria Dune. Publicat pe 22 august 2006, romanul Hunters of Dune continuă povestea din Canonicatul Dunei din 1985.